# Bad Habits!
Bad Habits! ist ein Bilderbuch der britischen Kinderbuchautorin und Illustratorin Babette Cole, das 1998 beim Verlag Hamish Hamilton veröffentlicht wurde.

## Inhalt
Das Mädchen Lucretzia Crum ist ein höchst ungezogenes kleines Monster: Sie rülpst, furzt, spuckt, flucht, fängt zu schreien an, wenn es nicht bekommt, was es will, isst lieber Süßigkeiten als die Mahlzeiten ihrer Eltern oder zieht andere Mädchen an deren Zöpfen. Als ihre Mitschüler Lucretzias bösartige Gewohnheiten zu übernehmen beginnen, reicht es den anderen Eltern. Lucretzias Vater, ein verschrobener Wissenschaftler, erfindet daraufhin diverse Dinge, die seiner Tochter ihr schlechtes Benehmen abgewöhnen sollen. Doch Lucretzia wird nur noch wilder. An ihrem Geburtstag kommt schließlich die Wende: Eine Horde wilder Monster stürmt Lucretzias Feier, macht sich über das Geburtstagsessen und die Geschenke her und führt sich dabei noch viel ärger auf als Lucretzia zu ihren wildesten Zeiten. Lucretzias Eltern erklären den Kindern, dass die Monster selbst einmal Kinder gewesen seien, die durch ihr ungezogenes Verhalten zu derlei schlimmen Ungeheuern verwandelt worden seien. Daraufhin sind sich alle Kinder und Lucretzia einig, dass sie eine derartige Entwicklung um alles in der Welt vermeiden wollen und werden schlagartig zu ganz artigen Söhnen und Töchtern. Wie sich letztlich herausstellt, waren die Monster-Party-Crasher in Wirklichkeit die verkleideten Eltern der Kinder, die nun ihrerseits eine Party feiern, da ihre ‚Schocktherapie‘ so gut funktioniert hat.

## Rezeption
Wendy Osgerby schreibt in ihrer Buchrezension: „Was tun Sie, wenn Ihr Kind ein unzivilisiertes kleines Monster ist. Stellen Sie ihm ein paar echte Monster vor! […] Kinder lieben alles, was mit Körperfunktionen zu tun hat, je unappetitlicher, desto besser. Auch wenn ein oder zwei erwachsene Rezensenten sich an Rülpsern und Flatulenzen gestört haben – Babette Cole nennt die Dinge eben beim Namen. Cole nennt als Vorbilder John Tenniel, Edward Lear, Quentin Blake und ihre Eltern: ‚Mein Vater war Maler und hatte einen wunderbaren Humor; meine Mutter war eine großartige Lügnerin! Ich denke, das ist für mich als Künstlerin und Schriftstellerin Qualifikation genug.‘“ Publishers Weekly befindet: „Cole, die diesem Band den Untertitel ‚Die Zähmung der Lucretzia Crum‘ gegeben hat, fühlt sich sowohl in die Gezähmten als auch in die Zähmenden ein. Lucretzia ist absolut heldenhaft in ihrer Unartigkeit, aber sie tyrannisiert ihre leidgeprüften Eltern und Gleichaltrigen. Das Buch endet mit dem Sieg der Erwachsenen und Lucretzia als ‚zivilisiertem kleinen Engel‘, aber die Geschichte schließt Wildheit nicht gänzlich aus. Die Eltern wie auch die Kinder haben offensichtlich Spaß daran, sich hin und wieder teuflisch aufzuführen.“ Jody McCoy schreibt im School Library Journal: „Coles reichlich respektlose, farbenfrohe Cartoon-Kreationen werden Kindern gefallen, auch wenn sie die unwahrscheinlichen Verwandlungen nicht ganz akzeptieren. Bad Habits! ist definitiv ein ausgelassenes Vorlesebuch, und selbständige Leser werden mit Sicherheit ausgewählte Passagen teilen wollen.“

## Referenzen
Bad Habits! ist in dem literarischen Nachschlagewerk 1001 Kinder- und Jugendbücher – Lies uns, bevor Du erwachsen bist! für die Altersstufe 3+ Jahre enthalten.

## Ausgaben
- Bad Habits! The Taming of Lucretzia Crum. Hamish Hamilton, UK 1998 (englisch, babette-cole.com).